# Kísértések
Pour plus de détails, voir Fiche technique et Distribution.
Kísértések (littéralement « tentations ») est un film hongrois réalisé par Zoltán Kamondi, sorti en 2002.

## Synopsis
Une jeune fille part à la recherche de son père.

## Fiche technique
- Titre : Kísértések
- Réalisation : Zoltán Kamondi
- Scénario : Zoltán Kamondi
- Musique : László Melis
- Photographie : Gábor Medvigy
- Montage : Zsuzsa Pósán
- Production : György Budai et Zoltán Kamondi
- Société de production : FiViNVEST, Honeymood Films, Human Media 2000 et Nextreme Film
- Pays :  Hongrie
- Genre : Drame et romance
- Durée : 85 minutes
- Dates de sortie : 
  -  Hongrie : 7 mars 2002

## Distribution
- Marcell Miklós : Marci
- Julianna Kovacs : Juli
- Kati Budai : Elvira
- Juli Básti : Anna
- János Derzsi : Tibor
- Zoltán Seress : Dr. Boross

## Distinctions
Le film a été présenté en sélection officielle en compétition lors de Berlinale 2002.